# یاکوب مودر
یاکوب مودر (انگلیسی: Jakub Moder؛ زادهٔ ۷ آوریل ۱۹۹۹) بازیکن فوتبال اهل لهستان است.
از باشگاه‌هایی که در آن بازی کرده‌است می‌توان به باشگاه فوتبال لخ پوزنان اشاره کرد.
وی همچنین در تیم‌های ملی فوتبال زیر ۲۰ سال لهستان، و لهستان بازی کرده‌است.